# Cryptocoryne annamica
Cryptocoryne annamica är en kallaväxtart som beskrevs av Serebryanyi. Cryptocoryne annamica ingår i släktet Cryptocoryne och familjen kallaväxter. IUCN kategoriserar arten globalt som otillräckligt studerad. Inga underarter finns listade.